# Uwe Jacobsen
Uwe Jacobsen (n. 22 septembrie 1940, Aschersleben, Saxonia-Anhalt, Germania) este un înotător german, medaliat olimpic. A participat la 2 ediții ale Jocurilor Olimpice (1960, 1964) în care a câștigat o medalie de argint.